# Phascolosoma demanni
Phascolosoma demanni är en stjärnmaskart som först beskrevs av Sluiter 1891.  Phascolosoma demanni ingår i släktet Phascolosoma och familjen Phascolosomatidae. Inga underarter finns listade i Catalogue of Life.